# Romanzo d'appendice

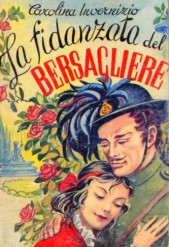
Carolina Invernizio fu una scrittrice italiana autrice di popolari romanzi d'appendice

Il romanzo d'appendice è un genere di romanzo popolare. È noto anche col termine francese feuilleton. Si affermò a partire dal XIX secolo nella stampa popolare in Francia e nel Regno Unito ed ebbe il suo periodo migliore tra gli anni Trenta dell'Ottocento e la prima metà del Novecento. Nei primordi, il genere d'opera narrativa in questione veniva pubblicato periodicamente su di un quotidiano o una rivista, quasi sempre nell'ultima pagina appunto del giornale. A partire dagli anni del Secondo Impero, ogni tipo di espressione narrativa 'a forti tinte' con 'rocamboleschi' colpi di scena in grado di sollecitare impreviste ma forti sensazioni nel più vasto pubblico popolare, anche se in origine non portata in luce su stampa periodica assunse, tuttavia, il nome, per antonomasia, di narrativa d'appendice.
Dato che il feuilleton era rivolto a un pubblico di massa e aveva uno scopo prevalentemente commerciale (sostenere la vendita del giornale per più settimane), i detrattori sostengono che non debba essere considerato un genere letterario a sé stante, ma un sottogenere.

## Le origini
In origine il termine feuilleton (letteralmente un diminutivo di feuille, foglio, pagina di un libro) definiva il supplemento culturale di un quotidiano (che nel XIX secolo aveva quattro pagine) in cui erano inseriti articoli di critica letteraria e teatrale. La paternità dell'idea va attribuita a Louis-François Bertin, direttore del Journal des Débats. Il supplemento culturale riuscì subito gradito al pubblico e così l'iniziativa fu imitata dagli altri giornali. Non era ancora nato il genere, ma c'era già l'idea di una sezione specifica del giornale da dedicare a fatti letterari per catturare l'attenzione del pubblico e mantenerlo fedele nel tempo.
A partire dal 1831 Honoré de Balzac decise di anticipare sui giornali alcuni capitoli dei romanzi che stava scrivendo. Lo ritenne un buon mezzo per creare l'attesa nel pubblico prima dell'uscita dell'opera completa in formato libro. Bisogna però aspettare il 1836, quando Émile de Girardin fondò il quotidiano La Presse con l'intenzione di dare ai lettori le notizie a un prezzo più basso degli altri quotidiani. Per tenere bassi i costi doveva avere una larga base di lettori e fidelizzarli al giornale, così ebbe la felice intuizione di sfruttare lo spazio dedicato dagli altri quotidiani alla critica letteraria per pubblicare racconti inediti a puntate. L'idea riscosse subito successo, aumentando il numero di lettori e dimezzando il costo dell'abbonamento al giornale, che passò 80 a 40 franchi. Fu l'inizio del genere feuilleton.
La definizione «romanzo d'appendice» risale a quando tali storie venivano pubblicate a puntate sui giornali quotidiani (appunto in appendice, quindi in ultima o penultima pagina) e solo in seguito diffusi nella forma classica del libro. Una delle principali case editrici del settore fu la fiorentina Salani che seguì tempestivamente lo svilupparsi del mercato editoriale iniziato verso la metà dell'Ottocento, in coincidenza con la rivoluzione industriale, in Inghilterra e in Francia.
Sotto questo aspetto capisaldi del genere sono considerate alcune opere ottocentesche molto conosciute come I miserabili di Victor Hugo o I misteri di Parigi di Eugène Sue, ma anche I tre moschettieri di Alexandre Dumas padre. Lo stesso Edgar Allan Poe - futuro padre del romanzo poliziesco - con il suo Manoscritto trovato in una bottiglia - vinse un concorso letterario indetto da una rivista di Baltimora.

## Primi romanzi d'appendice
De Girardin pubblicò su La Presse: La comtesse de Salisbury di Alexandre Dumas, dal 15 luglio all'11 settembre 1836. Poco dopo, dal 23 ottobre al 4 novembre dello stesso anno, sempre su La Presse, La signorina Cormon (La vieille fille) di Honoré de Balzac. Successivamente, il Journal des débats da settembre a dicembre del 1837 pubblicò Mémoires du diable di Frédéric Soulié.
Da questo momento in poi e per tutto il XIX secolo il romanzo d'appendice divenne un appuntamento fisso per decine di migliaia di lettori.

## Autori noti e poco noti
Tra gli autori più noti di romanzi d'appendice sicuramente si contano Eugène Sue che pubblicò, a puntate, fra il 1842 e il 1843 su Le Journal des Débats il suo romanzo più celebre I misteri di Parigi (Les Mystères de Paris), i già citati Honoré de Balzac e Alexandre Dumas padre - solo a titolo di esempio, I tre moschettieri (Le trois mousquetaires) uscì a puntate su Le Siècle nel 1844. Di Théophile Gautier venne pubblicato Il Capitan Fracassa sulla Revue Nationale et Etrangere, tra il 1861 e il 1863.
La modalità del romanzo d'appendice non fu ristretta alla sola Francia, basti pensare allo scozzese Robert Louis Stevenson che pubblicò in 17 puntate sul periodico Young Folks il romanzo La freccia nera (The black arrow), poi uscito in volume nel 1888, James Joyce che pubblicò minute del " Finnegans Wake" sotto il titolo provvisorio di Work in progress nel periodico «Transition», o all'italiano Emilio Salgari col suo ciclo di romanzi imperniato attorno alla figura del principe malese Sandokan, o a un altro italiano, Carlo Collodi, autore di uno dei più noti esempi di letteratura per ragazzi, Le avventure di Pinocchio. Storia di un burattino, che deve il finale proprio alla sua natura di romanzo d'appendice.
Il romanzo d'appendice tuttavia non fu solo romanzo leggero per giovani lettori, tant'è che in Francia fu pubblicato a puntate Madame Bovary di Gustave Flaubert (su La revue de Paris dall'ottobre 1856) e in Russia nacquero come romanzi d'appendice alcuni romanzi ritenuti capolavori assoluti della letteratura mondiale come Delitto e castigo (Преступление и наказание - "Prestuplenie i nakazanie") e I fratelli Karamazov (Братья Карамазовы - Brat´ja Karamazovy), entrambi su Il messaggero russo, di Fëdor Michajlovič Dostoevskij e Guerra e pace (Война и мир [Voyna i mir]), sempre sul Messaggero russo, di Lev Nikolaevič Tolstoj.
Tra gli autori poco noti si possono menzionare gli scrittori croati Janko Jurković (1827-1889) con il romanzo d'appendice intitolato Tuscolaniadi (Tuskulaniade), che derivò il suo nome dall'opera filosofica Tusculanae disputationes di Cicerone, e August Harambašić (1861-1911).

## Appendicisti italiani
Autori italiani di spicco di romanzi d'appendice (o comunque di forte presa popolare) sono stati anche scrittori e scrittrici di fama come Francesco Mastriani  , Emilio De Marchi, Luigi Natoli (con lo pseudonimo di "William Galt"), Matilde Serao, Carolina Invernizio, Guido da Verona, Pitigrilli, Liala, Carlo Collodi. 
Dopo la seconda guerra mondiale il romanzo d'appendice sui maggiori quotidiani decadde. Fu quasi completamente sostituito dai più "immediati" fotoromanzo e teleromanzo (o fiction televisiva, o telenovela), il "racconto a puntate", specie di taglio poliziesco.
Rimase in uso solo su alcuni quotidiani fino alla fine degli anni settanta. Nella pagina dedicata allo svago e al tempo libero, infatti, trovava posto accanto ad un altro genere narrativo apprezzato dai lettori: quello dei fumetti, con le tradizionali strisce, o vignette.
Al romanzo d'appendice ha attinto in maniera massiccia, specie all'epoca del muto, anche il cinema di genere melodrammatico in voga dagli anni Venti fino al neorealismo degli anni quaranta e cinquanta. Ancor prima, già dagli anni Dieci, grande popolarità avevano avuto autori come Louis Feuillade ed Emilio Ghione, con i loro film a puntate di genere poliziesco.

## Il romanzo d'appendice nel mondo contemporaneo
Poco noto è il feuilleton "Claudia Particella, l'amante del cardinale" di  Benito Mussolini, pubblicato nel 1910 su "Il Popolo" di Cesare Battisti.
In tempi più moderni la formula della serialità tipica del romanzo d'appendice è stata fatta propria dapprima dalla radio, con la diffusione di radiodrammi, a volte ripresi proprio da romanzi d'appendice di successo, come I quattro moschettieri, adattamento radiofonico in chiave comica ispirato al celebre romanzo di Dumas, trasmesso dalla RAI negli anni trenta del Novecento, che registrò un successo di pubblico senza precedenti e la lettura di classici della narrativa, e poi dalla televisione, con il dilagare di soap opera, telenovele e fiction.
In questi casi gli ingredienti base del romanzo d'appendice ci sono tutti: la pubblicazione su un mezzo di comunicazione di massa, la frammentazione della vicenda in puntate che ha lo scopo di mantenere viva la curiosità del lettore-ascoltatore-spettatore, la ripetitività degli schemi narrativi, la fidelizzazione del pubblico, l'aumento del pubblico stesso per aumentare il profitto dell'editore.
Tornando alle origini del romanzo d'appendice, non si può non notare un altro aspetto che si è mantenuto ai nostri giorni: l'anticipazione di stralci dell'opera (qualche capitolo del romanzo ai tempi di Balzac, un trailer cinematografico oggi), che ha lo scopo di destare la curiosità del pubblico: basti pensare al battage pubblicitario che ormai accompagna stabilmente l'uscita prossima di un blockbuster.
Il feuilleton non è mai tramontato del tutto e continua a fare le sue sporadiche ma significative apparizioni, come nel caso de Il profumo di Patrick Süskind stampato a puntate sul Frankfurter Allgemeine Zeitung e sul Corriere della Sera. 
Di stile feuilletonistico, nell'amalgama di toni di volta in volta propri al romanzo sentimentale con venature in calco ai più moderni e noti esempi internazionali di genere, si presentano i romanzi di Sveva Casati Modignani, la narratrice contemporanea italiana di maggior successo.